# Manlius (Illinois)
Pour les articles homonymes, voir Manlius (homonymie).
Manlius est un village du comté de Bureau dans l'Illinois, aux États-Unis,. Il est incorporé le 26 juillet 1905. Un bureau postal y est en service depuis 1871. La ville est baptisée en référence à Manlius (New-York).

## Démographie
Lors du recensement de 2010, le village comptait une population de 359 habitants. Elle est estimée, en 2016, à 344 habitants.